# President del Gabon
Aquesta és la llista dels presidents de Gabon des de la independència, en 17 d'agost de 1960.
| # | Imatge | Nom (Naixement–mort)              | Eleccion                      | Mandat                | Mandat                                              | Partit                                        | Primer ministre                                                          |
| # | Imatge | Nom (Naixement–mort)              | Eleccion                      | Inici                 | Fi                                                  | Partit                                        | Primer ministre                                                          |
| - | ------ | --------------------------------- | ----------------------------- | --------------------- | --------------------------------------------------- | --------------------------------------------- | ------------------------------------------------------------------------ |
| 1 |        | Léon M'ba (1902–1967)             | 1961 1967                     | 17 d'agost de 1960    | 27 de novembre de 1967 (va morir durant el mandat.) | Parti Démocratique Gabonais - BDG             | ell mateix                                                               |
| 2 |        | Omar Bongo Ondimba (1935–2009)    | 1973 1979 1986 1993 1998 2005 | 2 de desembre de 1967 | 8 de juny de 2009 (va morir durant el mandat)       | Parti Démocratique Gabonais - BDG / PDG       | Mébiame Oyé-Mba Obame-Nguema Ntoutoume Emane Eyeghe Ndong                |
| – |        | Didjob Divungi Di Ndinge (1946–)  | —                             | 6 de maig de 2009     | 10 de juny de 2009                                  | Alliance Démocratique et Républicaine - ADERE | Eyeghe Ndong                                                             |
| – |        | Rose Francine Rogombé (1942–2015) | —                             | 10 de juny de 2009    | 16 d'octubre de 2009                                | Parti Démocratique Gabonais - PDG             | Eyeghe Ndong Biyoghé Mba                                                 |
| 3 |        | Ali Bongo Ondimba (1959–)         | 2009 2016                     | 16 d'octubre de 2009  | 30 d'agost de 2023                                  | Parti Démocratique Gabonais - PDG             | Biyoghé Mba Ndong Sima Ona Ondo Issoze-Ngondet Nkoghe Bekale Raponda Nze |
| 4 |        | Brice Oligui                      | —                             | 30 d'agost de 2023    | actualitat                                          | Militar                                       | —                                                                        |